# Bitarães
Bitarães is een plaats (freguesia) in de Portugese gemeente Paredes en telt 2536 inwoners (2001).